# Tetrastichus inunctus
Tetrastichus inunctus är en stekelart som först beskrevs av Christian Gottfried Daniel Nees von Esenbeck 1834.  Tetrastichus inunctus ingår i släktet Tetrastichus och familjen finglanssteklar. Inga underarter finns listade i Catalogue of Life.